# 白花附地菜
南湖附地草（學名：Trigonotis nankotaizanensis），多年生宿根性草本植物，屬於紫草科附地草屬高山植物，為台灣特有種植物。
分布於台灣高海拔山區，在大霸尖山、南湖大山及南湖圈谷可見。葉狀呈橢圓，葉長約1—2 釐米，葉寬約0.5—1.2 釐米。葉片前端略微凹陷，並呈突尖。葉緣近平直。中肋下陷於上表面，略微凸出於下表面。花色：淡藍。